# 恋の二十分
『恋の二十分』（こいのにじっぷん、Twenty Minutes of Love）は、1914年公開の短編サイレント映画。キーストン社による製作で、主演・監督はチャールズ・チャップリン。1971年に映画研究家ウノ・アスプランドが制定したチャップリンのフィルモグラフィーの整理システムに基づけば、チャップリンの映画出演11作目にあたる。
作品の内容に関しては、いわゆる「公園」ものの一つに分類され、一巻に満たない長さながら「いたずら好き」、「女好き」とかすかな「ロマンス」が凝縮されている作品となっている。
チャップリンの初監督作品として記録されているが、この点についてはチャップリン自身の記憶とずれがある（後述）。

## あらすじ
公園を散歩していたチャーリーは、スリから時計を失敬する。やがてスリ、時計の持ち主と騒動となるが、時計はガールフレンドのもとにわたって感激される。

## 背景
『メーベルの身替り運転』の撮影終了後、チャップリンはセネットに対して、かねてから希望していた「自分で脚本を書いて監督をする」ことを要望し、セネットは一度はためらったものの、監督作品が外れた場合は「自腹で1,500ドル出して損失補てんしてもらう」という条件で許可を出した。ところで、チャップリン自身は後年執筆した自伝で初監督作品を『とんだ災難』（または『にわか雨』）としている。しかし、1914年8月に異父兄シドニー・チャップリンにあてた手紙に記された自身のフィルモグラフィーでは"my own Twenty Minutes of Love"（私自身の『恋の二十分』）と、明らかに自分の監督作であると区別している。その位置は"my own Caught in the Rain"より上である。チャップリンの伝記を著した映画史家のデイヴィッド・ロビンソンは、「50年の歳月のうちに忘れてしまったとも考えられるし、習作とみなして省いたとも考えられる」としている。ともかく、『恋の二十分』以降のチャップリンは、若干の例外を除いて自身の出演作を自分で監督することとなった。

## キャスト
出典：
- チャールズ・チャップリン - スリ
- ミンタ・ダーフィ - 女
- エドガー・ケネディ（英語版） - 女の恋人
- ゴードン・グリフィス（英語版） - 少年
- チェスター・コンクリン - 別のスリ
- ジョゼフ・スウィッカード（英語版） - 被害者
- ハンク・マン - 寝ている男

など